# Pomacentrus australis
Pomacentrus australis là một loài cá biển thuộc chi Pomacentrus trong họ Cá thia. Loài này được mô tả lần đầu tiên vào năm 1974.

## Từ nguyên
Tính từ định danh của loài trong tiếng Latinh có nghĩa là "ở phương nam", hàm ý đề cập đến phạm vi phân bố của loài này chỉ giới hạn ở Úc.

## Phạm vi phân bố và môi trường sống
P. australis được tìm thấy từ rạn san hô Great Barrier trải dài về phía nam đến thành phố Merimbula (bang New South Wales, Úc), bao gồm rạn san hô Middleton và rạn san hô Elizabeth, cũng như đảo Lord Howe ở biển Tasman. P. australis sinh sống tập trung gần những rạn san hô viền bờ hoặc trong đầm phá ở độ sâu khoảng 5 đến 64 m.

## Mô tả
Chiều dài lớn nhất được ghi nhận ở P. australis là 8 cm. P. australis có hai kiểu hình được ghi nhận. Kiểu thứ nhất, cơ thể có màu xanh lam sẫm, vảy cá có các vệt màu xanh óng, vây có viền xanh sáng. Kiểu thứ hai, đầu và thân trên màu xanh lam, vảy giữa thân có màu xanh óng, chuyển dần thành màu trắng ở thân dưới.
Số gai ở vây lưng: 14; Số tia vây ở vây lưng: 13–14; Số gai ở vây hậu môn: 2; Số tia vây ở vây hậu môn: 14–15; Số gai ở vây bụng: 1; Số tia vây ở vây bụng: 5; Số tia vây ở vây ngực: 17–19.

## Sinh thái học
Thức ăn của P. australis bao gồm tảo và các loài động vật phù du. Chúng thường hợp thành những nhóm nhỏ và bơi gần nền đáy cát và đá vụn. Cá đực có tập tính bảo vệ và chăm sóc trứng.